# История на изкуството
История на изкуството e история на всеки вид художествена активност или артефакт, произведени от хората във визуална форма с естетическа, както и комуникативна функция, като изразява идеи, емоции и определен светоглед. През времето художественото изкуство е било класифицирано по различни начини, от средновековното разграничение между Artes Liberales и Artes Mechanicae, до модерното разграничение между изящни и приложни изкуства, и се стигне до съвременните дефиниции за изобразително изкуство и т.н.
Последвалото разширение на списъка на главните изкуства през 20 век достига до девет: архитектура, танц, скулптура, музика, живопис, поезия (широко описана като форма на литература с естетическа цел или функция, която включва също различните жанрове на театър и повествование), филм, фотография и комикси. В концептуалното застъпване на термини между пластични изкуства и визуални изкуства бяха прибавени дизайн и графични изкуства. В допълнение към старите форми на артистично изразяване като мода и гастрономия, нови начини на изразяване се считат за изкуства като видео, компютърно изкуство, пърформанс, реклама, анимация, телевизия и видео-игри.
Историята на изкуството е мултидисциплинарна наука, търсеща обективен преглед на изкуство през времето, класифицираща култури, установяваща периодизации и наблюдаваща отличителните и влиятелни характеристики на изкуството. Изучаването на история на изкуството беше първоначално развито през Ренесанса, с ограничения си кръгозор само върху артистичната продукция на западната цивилизация. Обаче с напредването на времето тя налага по-обширен преглед на артистичната история, търсеща всестранен преглед на всички цивилизации и анализ на тяхната артистична продукция от гледна точка на техните собствени културни ценности (културен релативизъм) и не само западна история на изкуството.
Днес изкуството се наслаждава на обширна мрежа от изследвания, разпространение и опазване на цялото артистично наследство на човечеството през историята. През XX век се наблюдава засилено развитие на институции, фондации, музеи и галерии за изкуство, и в двата сектора, и държавния, и частния, посветено на анализ и каталогизиране на произведения на изкуството, както и изложби насочени към широката публика. Развитието на медиите беше ключово за подобряване на изучаването и разпространението на изкуството. Международни събития и изложби като Уитни Биеналето и биеналетата във Венеция и Сао Паоло или Документа на Касел подпомогнаха развитието на нови стилове и тенденции. Награди като Търнър на галерия Тейт, награда Уолф в изкуствата, награда Притцкер за архитектура, Пулицър за фотография и Оскари за кино също рекламират най-добрите творчески произведения на международно ниво. Институции като ЮНЕСКО, с учредяването на списъци на места на световно наследство, също спомагат за опазването на важни монументи на планетата.

## Канонична история на изкуството
Един ефективен начин да изследваме и разгледаме как изкуствознанието е организирано е през основните изследователски учебници, които отразяват канона на великото изкуство. Най-често използваните учебници, публикувани на английски са История на изкуството от Ърнст Гомбрич, История на изкуството от Мерилин Скостад, История на изкуството от Антъни Джейсън, Минало и настояще на изкуството от Дейвид Уилкинс, Бърнард Шулц и Кейтрин Линдъф, Изкуството през вековете от Хелън Гарднър, Световна история на изкуството от Хю Хонър и Джон Флеминг, Изкуството през епохите от Лори Шнейдер Адамс. Едно от най-добрите места за намиране на информация за канонична история на изкуството е Хейлбрунската История на изкуството във времето, спонсорирана от музея Метрополитан в Ню Йорк.

### Праистория
Праисторията се дели на 4 периода – Палеолит, Мезолит, Неолит и Енеолит, периоди от които се появяват първите предмети, които могат да бъдат считани за изкуство, правено от хора. Първите следи са открити в Южна Африка, Западното Средиземноморие, Централна и Източна Европа (Адриатическо море), Сибир (езерото Байкал), Индия и Австралия. Обикновено това са изработени каменни (флинт, обсидиан), дървени или костни сечива. Оцелялото изкуство от този период са предимно пещерни рисунки с натуралистичен смисъл свързан с ловуването и обичаите. За оцветяването им например в червено е използван железен оксид, за черно – манганов оксид и за охра – глина. Такива рисунки са намерени в пещерите Алтамира, Шовет и Ласко. От тогава са и първите релефни рисунки наречени петроглифи. Скулптурата от този период е представена от така наречените статуетки на Венера, женски фигури като Венера от Уилендорф. Появяват се и мегалитите, монументи от камък делящи се на долмени и менхири, и кромлехи като комплексите Нюгранж и Стоунхендж.
- Вилендорфската Венера
- Пещерна рисунка от пещерата Ласко
- Пещерна рисунка от пещерата Ласко
- Петроглифи
- Менхир
- Долмен
- Кромлех

### Месопотамия
Месопотамското изкуство е било развито в областта между реките Тигър и Ефрат (днес Сирия и Ирак), където са съществували много държави като Шумер, Акад, Асирия, Вавилон, Персия и др.

#### Шумер
Шумерската култура се е развила в градовете-държави Ур, Урук, Лагаш и Нипур. Шумерите са използвали глинени тухли, затова от сградите им са останали само основите. Емблематични примери за шумерското културно наследство са каменните скулптури на жреци и божества. Най-известни от тях са статуите от храма „Тел Асмар“, на територията на днешен Ирак. Друг значим паметник е „Щандартът от Ур“. Характерни за тяхната архитектура са били храмовете наречени зикурати. В релефите им се е използвала моралната перспектива, която изобразява високопоставените хора в йерархията по-големи от останалите. Друга особеност е че главата и краката на човешките фигури са били изобразявани в профил, а телата им в анфас, макар характерно за Египет, тази особеност произлиза от шумерите.
- Щандартът от Ур
- Зикурат в Ур
- Статуетка от Тел Асмар
- Статуя от Тел Асмар, пример за морална композиция

#### Акад
Най-известният владетел на Акадската империя е Саргон заради това, че е завладял шумерите и обединява в една държава цяла Месопотамия. Известно произведение от този период е Стелата на Нарамсин.
- Стелата на Нарамсин

#### Вавилон
Обединяващ фактор за Месопотамия след Акадската империя става Вавилонската. Неин основател е Хамураби, като най-значимото му постижение са неговите сборници от закони. Известен паметник от този период е Законникът на Хамураби.
- Законник на Хамураби

#### Асирия
Асирийската цивилизация се осланя на тази на шумерите и доразвива техните културни постижения. Характерни за архитектурата на Асирия са огромните дворци на царете. Те са строени от тухли и облицовани с плочи от камък. Стените са украсявани с релефи, наречени „ортостати“, възпяващи бойните и ловните подвизи на царя. Друго характерно произведение е „ламасу“ – бик с човешка глава. Всеки от тях има пети крак, за да изглежда завършен отстрани. Функцията им е да охраняват портите на крепостите.
- Ламасу

#### Нововавилонско изкуство
Вавилонците завладяват асирийската столица Ниневия и основават нововавилонското царство. Най-значим владетел от този период е Навуходоносор. Той е строителят на „Висящите градини“ и „Вавилонската кула“. Вавилонците започнали да използват релефи от печени, глазирани тухли. Тази техника запазва трайно блясъка и интензивността на цветовете и има подчертан декоративен ефект. Известен паметник от тази епоха е „Вратата на Ищар“. Изобразени са множество бикове и грифони на син фон.
- Стена от Улицата на процесиите
- Вратата на Ищар

#### Персия
След упадъка на Месопотамия, Древен Египет и Мала Азия влизат в състава на Персийската империя. Персите нямат култова архитектура. В замяна на това, дворците им са огромни по мащаб. Характерен архитектурен детайл е персийският капител. През 224 г. сл. н.е. Ардашир I основава династията на Сасанидите. Сасанидите са прочути със строенето на дворци със строго редуване на арки, колони и хоризонтални пояси.
- Персийски капител
- Капител с бикове
- Въстановка на персийски дворец, пример за редуването на колони.

### Древноазиатско изкуство
Археологическите открития, направени на територията на древните цивилизации на Азия (Китай, Индия, Месопотамия, Индокитай и други) предоставят важни материали, които могат да се използват като доказателства за стилове, техники и практики на изкуството. 
Гробницата на първия император на Китай, Цин Ши Хуан:
Теракотената армия (традиционен китайски:兵馬俑, опростен китайски 兵马俑, пинин bīngmǎ yǒng) откритите теракотови войници и гробниците на династията Цин са изключителни примери на китайско изкуство.
Теракотената армия (Terracotta Army) е една от най-значимите археологически находки в Китай и света. Тя е част от мавзолея на император Цин Шихуанди, който управлява в периода от 221 г. пр.н.е. до 210 г. пр.н.е. и е създател на първата китайска империя, обединявайки различните китайски държави.
Теракотената армия е открита случайно през 1974 г. от местни фермери, когато копаели кладенец в близост до град Xian, провинция Шаанси, Китай.
Армията включва над 8,000 теракотени войници, коне и колесници в натурална големина. Те са разположени в тринадесет различни камери, всяка с различна военна формация.
Теракотената армия е част от гробницата на император Цин, който е построен за него след смъртта му. Мавзолеят е голям комплекс с теракотени войници, оръжия, животни и други артефакти.
Всяко теракотено изображение е уникално с индивидуални черти, както и този на реалните войници и офицери от времето на Цин.
Експерти смятат, че изработката на теракотената армия е изисквала значителен брой работници и специалисти през периода от 246 г. пр.н.е. до 206 г. пр.н.е.
Мнозина смятат, че мавзолеят и теракотената армия съдържат още много тайни, включително подземни потоци с ртут, които били предназначени да имитират реките и моретата.
При откриването са били открити само части от теракотената армия, и работата по разкопките и реконструкцията на останалите части продължава.
https://www.bmy.com.cn/jingtai/bmyweb/index.html
https://en.wikipedia.org/wiki/Terracotta_Army
Признание от ЮНЕСКО: През 1987 г., Теракотената армия и мавзолеят са включени в списъка на световното културно и природно наследство на ЮНЕСКО.
Теракотената армия предоставя уникален поглед в древната китайска история и военна култура, като продължава да бъде източник на удивление и научни изследвания.
https://bg.wikipedia.org/wiki/%D0%A2%D0%B5%D1%80%D0%B0%D0%BA%D0%BE%D1%82%D0%B5%D0%BD%D0%B0_%D0%B0%D1%80%D0%BC%D0%B8%D1%8F?utm_source=chatgpt.com
Харъпската цивилизация (древен Инд) е известна със своите печати и глинени фигурки, които представят културни и религиозни символи.

### Древен Египет
В Древен Египет възниква една от първите велики цивилизации, където се наблюдават комплексни творения на изкуството. Изкуството е дълбоко религиозно и символично, с високо централизирана структура на властта и йерархия, даващо голяма важност на религиозното разбиране за безсмъртие, особено на фараона-владетел, за който се строят дворци, гробници и т.н. Забележителни са погребалните монументи в три основни вида – мастаба – гроб в правоъгълна форма; пирамида, която може да бъде стъпаловидна (пирамидата на фараона Джосер в Сакар) или такава с гладки страни (пирамидите на платото Гиза); и гробницата с подземна камера (Долината на царете). Другата паметна постройка е храмът – комплекс предшестван от алея със статуи на сфинксове и обелиски, които водят до два пилона и трапезоидни стени, открит свод и светилище. Египтяните рисуват главата и крайниците в профил, a раменете и очите се изобразяват в анфас (фронтално).

#### Старо царство
Изкуството на Египет се дели на Старо, Средно и Ново царство. В Египет първоначално възникват две държави – Горен и Долен Египет. Горен Египет завладява Долен Египет и страната е обединена. Основана е първата египетска столица Мемфис. Тя става като столица през Старото царство, а през следващите две царства столицата е преместена в Тива. Сред най-ранните произведения в Египет са така наречените палитри. Те са използвани като ритуални предмети и представят животни и ритуални сцени. Особено прочута е Палитрата на Нармер – царят-обединител. От едната страна на палитрата той е представен с Бялата корона на Горен Египет в момента на победата, а от другата страна е представен с червената корона на Долен Египет вече като победител. Това ранно произведение е типично с вече утвърдения египетски стил и канон – представяне на човешката фигура чрез съчетания на профил и анфас при релефите и живописта, а при скулптурата – сковани, с ръцете до тялото и ляв крак изнесен напред – „стъпка към вечността“. Пирамидите са възникнали като доразвит вариант на разпространените през периода гробници – мастаби. Мастаба означава „пейка“ и представлява гробница с подземна и надземна част и параклис, използвани на погребение и почитане на първите царе в Египет. Първата пирамида е на Джозер, а най-голямата е Хеопсовата пирамида.
- Лов на Нил
- Палитра на Нармер
- Принц Рахотеп и царица Нофрет
- Седнал писар
- Пирамида на Джозер
- Хеопсовата пирамида
- Пирамидите в Гиза
- Свинкс

#### Средно царство
В местността Денр ел Бахри е разположена една от последните пирамиди – на фараона Ментухотеп. Тя била неразривно свързана с храмов комнлекс, като за съжаление са запазени само основите му. Съхранена е много интересната оцветена статуя на фараона Ментухотеп в одеяние за „хебсед“ – ритуално прераждане и обновяване силите на владетеля. Прочута фигура на Аменемхет – седнал, от варовик, глава на Сенусерт от тъмен камък, реалистично предаване на чертите на лицето, съзнателна търсена строгост и суровост. Започнало изграждането на големите храмови комплекси на източния бряг на река Нил край столицата Тива – Луксор и Карнак. Разпространена е още повече малката пластика, която се поставя в гробниците – стада, войници и др.
- Ментухотеп
- Погребален храм на Хатшепсут

#### Ново царство
Новото царство продължава развитието на столицата Тива и изграждането на храмовете на бог Амон – Карнак и Луксор. Те добиват грандиозния си вид, който имат до днес, Основно храмовете имат следната структура – „пилон“ – фасада, пред която се издигат обелиски, открити дворове, хипостилна зала с огромни колони, свещено помещение, което съдържа статуята на божеството, спомагателни стопански помещения, множество изображения на фараони. В периода на изграждане, всеки фараон е поръчвал добавянето на нови пилони, поставянето на нови релефи и надписи, грандизни негови статуи – колоси. Особено значително строителство има по времето на фараоните Тутмос и Рамзес. По времето на Тутмос работи прочутият архитект Инени, Значителен е храмът на фараонката му Хатшепсут в Деир ел Бахри, изграден на няколко тераси с колонади и релефи. Погребенията през времето на Новото царство се извършват в Долината на царете и Долината на цариците, в гробници под земята, С многобройни помещения, покрити със стенописи и релефи. Продължава развитието на популярните и преди теми – особено сцените „Лов на Нил“, които са допълнени със сцени на развлечения и моменти от дворцовия живот – придворни дами, музикантки и танцьорки. Фигурите са представени в дижение, канонът е преодолян успешно. Развитието на скулптурата продължава, като изображенията се отличат с красота и мекота на формите – портрет на Тутмос. Изработват се и колосални статуи – колоси на Рамзес пред фасадата на храма Луксор, през храма в Абу Син Бел и др., „Колоси на Мемнон“. Стенописите, релефите и скулптурата от периода представят реалистично и живо портретуваните хора, наред с техните недостатъци – Ехнатон с издълженото му лице, изпъкнала брадичка и голям корем, дъщерите с деформирани глави и една особена болезнена красота. Младият фараон Тутанкамон възстановява култовете към многобройните египетски богове. Той става особено прочут с откриването на почти неограбената му гробници в Долината на царете, пълна с многобройни погребални дарове, тронове с релефи, малка пластика, лични вещи с изящна изработка, златна маска и саркофаг.
- Вход за храм в Луксор
- Колосите на Менмон
- Обелиск и пилон
- Пилон
- Обелиск
- Бюст на Нефертити
- Златна маска на Тутанкамон
- Пренасяне на мъртвец към отвъдното

### Егейско изкуство
В Егейското изкуство има култ към виещата се линия в много нейни вариации: кръг, спирала, зиг-заг. Посредством сложни, изящни криви, егейските народи рисуват растителни и животински мотиви от сухоземната и морската фауна. Често срещан е мотивът на лилията.

#### Минойско изкуство
Минойското изкуство се развива на о. Крит. Характерни са морските мотиви – „Делфини и риби", изпълнени с вълнообразни спираловидни и кръгови мотиви. Бикът също играе голяма роля в митологичното мислене на критяните – фреската „Игра с бик“.
- Игра с бик
- Делфини и риби
- Керамика с морски елементи

#### Микенско изкуство
Микенското изкуство се заражда по югоизточните брегове на котинентална Гърция. Най-значими градове са Микена, Тиринт и Пилос. „Лъвската порта" е вход на крепостната стена на Микена, увенчана с каменен релеф. Изобразени са лъвици – стражи от двете страни на колона. „Лъвската порта“ има общо с художествените традиции на Близкия изток. Микенците извършват своите погребения в куполни и шахтови гробници. В тях са намерени златни и сребърни погребални маски. Такова произведение е „Маската на Агамемнон“, изработена от пистово злато.
- Лъвска порта
- Маска на Агамемнон

#### Цикладско изкуство
Цикладското изкуство се слави със скулптурата. Големите култови статуи на цикладите изобразяват женско божество, олицетворяващо Слънцето и цикъла на живота. Малките статуетки са изпозвани в домашни олтари и в оброчища, като дарове за божеството. Друг тип скулптури са тези на музиканти, свирещи на арфи и двойни флейти. Известен образец е фигурата „Арфист - Орфей" от остров Аморгос.

### Древногръцко изкуство

#### Омиров период
Типични за периода са геометрични орнаменти върху гръцките вази, а Омиров – тъй като се предполага, че поемите на Омир са създадени именно в този период. Правят се огромни по размер вази, до 2 м. височина. Сред тях особено прочути са Дипилонските вази, открити в гробището при Динилонски врати на Атина. Те са украсени с пояси от богати орнаменти, сред които са разположени фигурални композиции, където човешката фигура е сведена до най-простите геометрични форми. В жилищата се строят тържествени зали – мегарони, от които впоследствие възникват гръцките храмове.
- Дипилноска ваза в геометричен стил
- Ослепяването на Полифем

#### Архаика
През Архаиката се изграждат най-ранните гръцки храмове, посветени на боговете от Олимпийския пантеон – Зевс, Хера, Аполон, Артемида и др. На Акропола в Атина е изграден огромен храм „Хекатонцедон“ – „Сто крачки“, който впоследствие е разрушен През периода има значително развитие на скулптурата – правят се множество призведения на кръглата пластика – мъжки фигури – куроси и женски фигури – кори. Фигурите им са доста сковани, косите стилизирани, лицата застинали в постоянна усмивка, левият крак изнесен напред, подобно на египетското изкуство, а в ръцете се забелязва опит за раздвижване, както и в тялото – опит за пресъздаване на мускулатурата. Мъжките фигури са голи, женските фигури са облечени в дълги и надиплени дрехи. Били са оцветени. Сред тях има изображения на спортисти, победители в състезания, девойки, богини. Значително е развитието на керамиката. Още от началото на Архаиката се правят вази с различни форми в чернофигурен стил – с тъмни изображения върху светлия фон на вазите. Особено прочут майстор е Екзекий с чернофигурната си ваза „Ахил и Аякс играят на зарове“. Впоследствие се развива червенофигурната керамика – със светли и детайлно разработени изображения на тъмен фон. Особено прочута червенофигурна ваза е „Пияницата“ – на вазолисеца Бригос.
- Ваза „Франсоа“
- Йонийски ордер
- Йонийски капител
- Коринтски капител

#### Ранна класика
През време на Ранната класика продължава изграждането на гръцки храмове. Типична е скулптурната украса на фронтоните на храмовете – прочута композиция от храма на Зевс в Олимпия. Забелязва се опит за преодоляване на сковаността на формите, типична за Архаиката, както и опит за по-добро предаване на движението. През ранната класика твори скулпторът Поликлет, който създава научния труд „Канон“ за пропорциите на човешкото тяло и пресъздава атлетичното мъжко тяло – „Дорифор“ – копиеносец и „Диадумен“ – младеж, който завързва лента на главата си, На границата между Ранна и Зряла класика твори прочутият скулптор Мирон. Той е автор на скулптурната група „Атина и силенът Марсий“, достигнала до нас във вид на римско копие, на прочутият „Дискохвъргач“ и др.
- Дуадумен, Поликлет
- Дорифор, Поликлет
- Дискохръргач, Мирон

#### Зряла класика
Зрялата класика се отличава с изключителни постижения във всички области на изкуството. Изграден е отново Атинският акропол, основно под ръководството на прочутия скулптор Фидий. Акропол означава укрепено място. В Атина са съсредоточени основните храмове на града, както и съкровищници. При това изграждане на забелязва съчетаване и обединяване на двата разпространени по това време стила – ордери в гръцката архитектура – Дарийски и Йонийски. Има данни, че Фидий е създал статуя на богинята Атина от бронз, поставена на Акропола в близост до Партенона, която също не е запазена. В близост е разположен Ерехтейонът – храм със сложна структура, Йонийски колони и прочутият портик, поддържан от девойки – Кариатиди. В подножието на Акропола са изградени няколко гръцки театри – типично гръцко съоръжение за театрални представления, вкопано в естествен хълм, изградено във форма на полукръг и е кръгла площадка – орхестра, зад която има издигната част – скеле. Гърция е родина на театъра, който възниква именно тук на основата на Дионисиевите тържества.
- Театъра в Епидавър
- Партенонът в Атина
- Кариатиди
- Храмът на Хера с дорийски капители
- Атина Партенос

#### Късна класика
През време да Късната класика се променят идеалите и вкусовете на хората в Гърция. Навлизат източни влияния, отдават се предпочитания към изтънчените, меки и нежни форми. Прочут скулптор е Праксител, който създава статуите на Хермес с малкия Дионис, меки и издължени, дори женствени форми. Скулпторът Скопас създава драматични и раздвижени произведения, които представят крайни човешки състояния и страсти. Негово най-прочуто произведение е „Вакханката“. Скулпторът Лизип работи в македонския царски двор и създава портрети и композиции на историческа тема, представяйки бойни подвизи, както и скулптурни фигури на героят Херакъл. Прочуто произведение на Лизип е „Апоксиомен“ – младеж, който изстъргва тялото си със специален уред след победа в състезание. До нас е достигнал във вид на копие портрет на Александър Македонски от Лизип, характерен с асиметрията и изразителността на лицето. В Халикарнас в Мала Азия е изграден Мавзолей – гробница на цар Мавзол, което се превръща в нарицателно за този вид произведения. Мавзолеят е имал няколко нива и е бил богато украсен със скулптурни фигури и релефи. Това е едно от седемте чудеса на древния свят, които не са достигнали до нас. В архитектурата започва да се използва и коринтския стил.
- Мавзолей в Халикарнас
- Хермес и Дионис, Праксител
- Аполон Сауроктон, Праксител
- Вакханката, Скопас
- Апоксиомен, Лизип

#### Елинистичен период
Елинистичният период е свързан с разширението на държавата на Александър Македонски и държавите, създадени от неговите наследници – Диадохите. В един и същи стил се изработват златни изделия, които се продават в различните краища на културния свят. Изработват се натуралистични статуи, представящи дете с птица, дете със змия, старица и др. теми от ежедневието. Разпространени са голи женски фигури, станали известни с наименованието на богинята на любовта Афродита или Венера, сред които най-прочута е Венера Милоска, днес в Лувъра. През Елинизма е създаден прочутият Родоски колос, огромна бронзова статуя, едно от седемте чудеса на древния свят, което не е достигнало до нас. Дело на Елинизма е и статуята на богинята Нике от Самотраки, коята днес е сред шедьоврите на Лувъра, скулптурната група „Лаокоон“ от колекцията на Ватикана в Рим. Типично произведение на Елинизма е Пергамският олтар, днес в Пергамон музеум в Берлин, изпълнен с множество едри, динамично преплетени фигури на божества и герои.
- Пергамски олтар
- Нике от Самотраки
- Лаокоон и синовете му
- Аполон Белведерски
- Венера Милоска

### Древен Рим

#### Етруско изкуство
Важен паметник от етруската скулптура е „Капитолийската вълчица“, показваща легендата за братята Ромул и Рем, които основават Рим. Двете деца са добавени под вълчицата по време на Ренесанаса.
- Капитолийската вълчица

#### Римска република
За начало на римското изкуство и архитектура се счита падането на последния римски цар от етруски произход и създаването на Римската република. Римляните открили бетона и разработили купола и арката, което им позволило да строят мостове и масивни сгради. Тогава са посторени Колизеумът и Пантеонът в Рим. Живопистта от него период разкриват най-запазените стенописи и мозайки открити в Помпей. Други произведения от този период са „Ораторът“ и др.
- Пантеонът в Рим
- Колизеумът
- Александър Македонски побеждава Дарий 1, мозайка от Помпей

#### Римска империя
Изкуството на Римската империя е еклектично. То се развива под влиянието на древногръцкото изкуство и заимствания на местни художествени традиции от многото покорени племена и народи. Характерни за този период са базиликите, които са храмове от светски характер. Значими произведения са Фаюмските портрети, рисувани с техниката енкаустика (разтваряне на цветовете във восък), свързани със задгробния живот. Във времената на империята възхваляването на императорите и успешните пълководци е ставало чрез големи паметници поставяни на централни места, такива са Августин от Прима Порта, Траянова колона, Олтарът на мира, Марк Аврелий на кон и др.
- Марк Аврелий на кон
- Август от Прима Порта
- Траянова колона
- Акведукт Пон дю Гар
- Император Константин
- Олтар на мира
- Арка на Септимий

### Ренесанс

#### Проторенесанс
Означаващ възраждане на античното изкуство, Проторенесанса води началото на Ренесанса. Един от първите художници е Джото. Негови значителни произведения са „Целувката на Юда“, „Поклонение на влъхвите“ и Бягство в Египет. Скулптори от този период създават Николо и Джовани Пизано. 
- Целувката на Юда, Джото
- Поклонение на влъхвите, Джото
- Бягство в Египет, Джото
- Амвон, Николо Пизано

#### Ранен Ренесанс
В него период пряко влияние в изкуството има фамилията на Медичите. Прочут архитект е Филипо Брунелески, разработил купола на Санта Мария дел Фиоре. Лоренцо Гиберти разработва бронзовата врата с поздлата известна като „Райската врата“. Забележителен майстор е Донатело, създал първата гола ренесансова фигура, тази на Давид. Значителни живописци са Мазачо с „Чудото със статера“, Андреа Мантеня с „Опракване на починалия Христос“ и Пиеро дела Франческа с „Портрети на херцог Федерико да Монтефелтро и херцогиня Батиста Сфорца“
- Купола на Санта Мария дел Фиоре, Филипо Брунелески
- Райската врата, Лоренцо Гиберти
- Давид, Донатело
- Чудото със статера, Мазачо
- Оплакване на починалия Христос, Андреа Мантеня
- Портрети на херцог Федерико и херцогиня Батиста, Пиеро дела Франческа
- Историята на Савската царица, Пиеро дела Франческа

Между Ранния и Зрелия Ренесанс твори Сандро Ботичели. Известните му произведения са „Раждането на Венера“ и „Пролет“. С него твори и Пиетро Перуджино, който рисува „Предаването на ключовете на Св. Петър“ и „Пиета“. Също Доменико Гирландайо известен с картината си „Дядо и неговият внук“.
- Раждането на Венера, Сандро Ботичели
- Пролет, Сандро Ботичели
- Предаването на ключовете на Св. Петър, Пиетро Перуджино
- Пиета, Пиетро Перуджино
- Дядо и неговият внук, Доменико Гирландайо

#### Зрял Ренесанс
През Зрелия Ренесанс се откриват най-върховите постижения на Ренесанса. Произведенията на Леонардо да Винчи се отличават с мекота на формите, тъй като е използвал техниката „Сфумато“. Произведения с тази техника са „Мона Лиза“, „Йоан Кръстител“, „Спасителят на света“ и др. През това време скулпторът Микеланджело Буонароти създава „Пиета“, „Давид“, Мойсей и др., известен също и със стенописа „Сътворението на Адам“. Рафаело Санти живял само 37 г. е оставил много произведения след себе си, от които са: „Атинската школа“, „Св. Георги убива змея“ и др.
- Тайната вечеря, Леонардо да Винчи
- Леда и лебеда, Леонардо да Винчи
- Бакхус, Леонардо да Винчи
- Мона Лиза, Леонардо да Винчи
- Йоан Кръстител, Леонардо да Винчи
- Спасителят на света, Леонардо да Винчи
- Витрувианския човек, Леонардо да Винчи
- Пиета, Микеланджело Буонароти
- Мойсей, Микеланджело Буонароти
- Давид, Микеланджело Буонароти
- Сътворението на Адам, Микеланджело Буонароти
- Спящата Венера, Джорджоне
- Атинската школа, Рафаело Санти
- Св. Георги убива змея, Рафаело Санти
- Автопортрет на Рафаело Санти

#### Късен Ренесанс
Влиянието, което указват дори и след смъртта си Леонардо, Микеланджело и Рафаело остава голямо и много художници взимат пример от тях. Сред тях са Паоло Веронезе с „Христос при Левий“, „Сватбата в Кана“ и Трициано Вечелио с „Венера Урбинска“ и др.
- Христос при Левий, Паоло Велонезе
- Сватбата в Кана, Паоло Велонезе
- Венера Урбинска, Трициано Вечелио

#### Северен Ренесанс
В Северна Европа, Ренесансът се развива в изкуството на Нидерландия. Там са рисували Ян Ван Ейк, Питер Брьогел Стари и Питер Брьогел Млади. Бележито е и творчеството на Албрехт Дюрер в Германия.
- Портрет на Анолфини и съпругата му, Ян Ван Ейк
- Завръщането на Ловците, Питер Брьогел Стари
- Детски игри, Питер Брьогел Стари
- Автопортрет на Албрехт Дюрер
- Меленколия, Албрехт Дюрер
- Рицарят, смъртта и дяволът, Албрехт Дюрер